# Angels Football Club

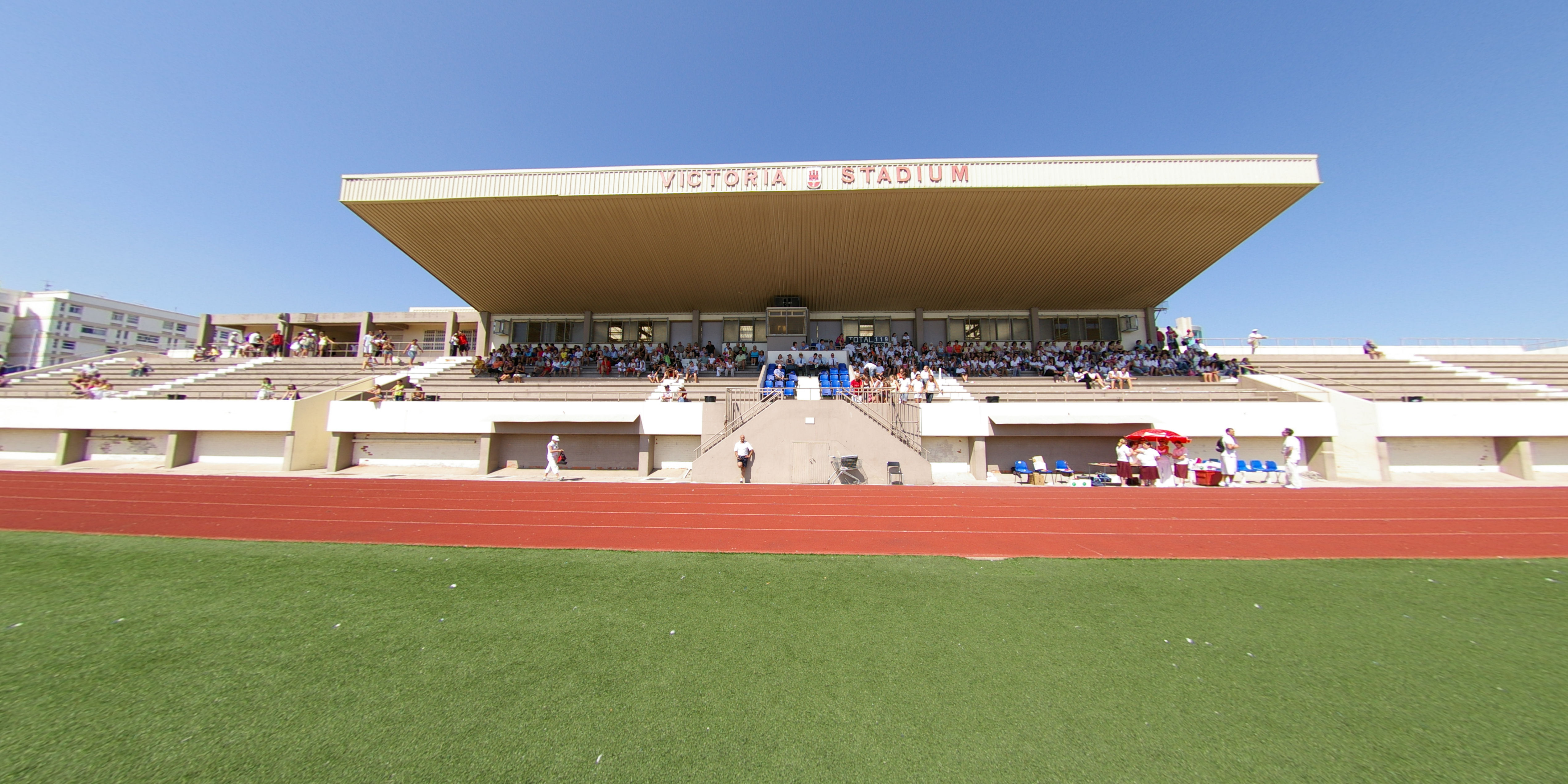
Angels comparte el Victoria Stadium con los demás equipos de Gibraltar.

Angels Football CLub es un club de fútbol de Gibraltar que actualmente milita en la Segunda División de dicho país.

## Historia

### Temporada 2014-15
El club ascendió de manera directa a la Premier League Gibraltareña 2015/16 la temporada pasada al ubicarse segundo en la Gibraltar Second Division 2014/15. De esta manera el club hará su debut en Primera División la temporada 2015-16.
|                               | Pos. | Equipo              | PJ | PG | PE | PP | GF  | GC   | DG  | PTS |
| ----------------------------- | ---- | ------------------- | -- | -- | -- | -- | --- | ---- | --- | --- |
| Asciende a la Football League | 1.   | Gibraltar United    | 26 | 21 | 3  | 2  | 98  | 15   | 83  | 66  |
| Asciende a la Football League | 2.   | Angels FC           | 26 | 21 | 2  | 3  | 76  | 20   | 56  | 65  |
|                               | 3.   | Europa Point        | 26 | 20 | 3  | 3  | 124 | 20   | 104 | 63  |
|                               | 4.   | Gibraltar Phoenix   | 26 | 16 | 3  | 7  | 66  | 43 + | 23  | 51  |
|                               | 5.   | Gibraltar Scorpions | 26 | 16 | 2  | 8  | 95  | 33   | 62  | 50  |

### Temporada 2015-16
Su paso por la Primera División duro apenas una temporada quedando décimo en la Premier League 2015-16 lo cual significó su descenso de manera directa a la segunda división. el equipo cayo derrotado en la fecha 23 ante un increíble Britania XI por un marcador de 4 contra 3 sellando así su retorno a la Segunda División de Gibraltar donde disputará la temporada 2016-17.
|  | Pos. |                     | Equipo             | PJ | V | E | D  | GF | GC  | DG  | Pts. |
|  | ---- | ------------------- | ------------------ | -- | - | - | -- | -- | --- | --- | ---- |
|  | 8º   | Mantuvo su posición | Gibraltar United A | 27 | 9 | 2 | 16 | 28 | 57  | -29 | 29   |
|  | 9º   | Mantuvo su posición | Britannia XI FC P  | 27 | 8 | 2 | 17 | 35 | 84  | -49 | 26   |
|  | 10º  | Mantuvo su posición | Angels FC A D      | 27 | 3 | 0 | 24 | 20 | 107 | -87 | 9    |

| Fecha 23     | Fecha 23                                                                                              | Fecha 23  | Fecha 23                   | Fecha 23         |
| Local        | Resultado                                                                                             | Visitante | Fecha                      | Estadio          |
| ------------ | --- | --------- | -------------------------- | ---------------- |
| Britannia XI | 4-3 (enlace roto disponible en Internet Archive; véase el historial, la primera versión y la última). | Angels FC | Viernes 8 de abril de 2016 | Estadio Victoria |

### Temporada 2016-17
En esta temporada el club volverá a jugar en la Segunda División de Gibraltar

## Línea de Tiempo
|                  | 14-15 | 15-16 | 16-17 | 17-18 | 18-19 | 19-20 | 20-21 |
| ---------------- | ----- | ----- | ----- | ----- | ----- | ----- | ----- |
| Premier League   |       | 10°   |       |       |       |       |       |
| Segunda División | 2°    |       | -°    |       |       |       |       |

## Palmarés
- Segunda División de Gibraltar (0):
  - Subcampeón (1): 2014-15

## Temporada 2016
En 2016, el Club Blanquiazul decidió incorporar a 12 jugadores para renovar su plantilla, fichando a 3 defensas, 4 mediocentros, 4 delanteros y un portero. Su fichaje estelar fue el delantero Mirko Pérez, quien actualmente juega en el Inter de Milán. También destacó el portero Cristian Fernández, que debutó en la Primera División y se retiró del fútbol tras su segundo año en el profesionalismo, habiendo participado en pretemporadas con varios clubes europeos, como Glacis United<ref>URL o cita aquí</ref